# This Is What I Live For
This Is What I Live For è il decimo album in studio del gruppo musicale statunitense Blue October, pubblicato nel 2020.

## Tracce
Testi e musiche di Justin Furstenfeld, eccetto dove indicato.
1. I Laugh at Myself – 3:24
2. The Way I Used to Love You – 4:04 (musica: Justin Furstenfeld, Eric Holtz)
3. Love Stupid (featuring Karen Hover) – 4:31 (musica: Justin Furstenfeld, Steve Schiltz)
4. This Is What I Live For (featuring Steve Schiltz) – 4:47 (testo: Justin Furstenfeld, Steve Schiltz – musica: Justin Furstenfeld, Eric Holtz, Steve Schiltz)
5. Fight for Love (featuring Blue Reed) – 4:06 (musica: Justin Furstenfeld, Steve Schiltz, Matt Noveskey, Eric Holtz)
6. Oh My My – 3:10 (musica: Justin Furstenfeld, Eric Holtz)
7. Moving On (So Long) – 3:07
8. I Will Follow You – 4:01
9. Completely – 3:55 (musica: Eric Holtz)
10. Stay with Me – 6:16 (musica: Justin Furstenfeld, Ryan Delahoussaye, Jeremy Furstenfeld, Matt Noveskey, Will Knaak)
11. The Weatherman – 5:30 (testo: Justin Furstenfeld, Matt Noveskey – musica: Justin Furstenfeld, Matt Noveskey, Casey McPherson)
12. Who Do You Run From – 5:57
13. Only Lost Is Found – 5:08 (musica: Justin Furstenfeld, Eric Holtz)

## Formazione
- Justin Furstenfeld – voce, chitarra
- Jeremy Furstenfeld – batteria
- Matt Noveskey – basso
- Will Knaak – chitarra
- Ryan Delahoussaye – tastiera, violino
- Steve Schiltz – voce, chitarra
- Karen Hover – voce
- Blue Reed Furstenfeld – voce